# Dellőapáti
Dellőapáti (románul Apatiu) település Romániában, Beszterce-Naszód megyében.

## Fekvése
A megye délnyugati részén, Besztercétől mintegy 45 km-re délnyugatra, Kékes, Cente és Magyarborzás közt fekvő település.

## Története
A település nevét a középkorban itt állt bencés apátságáról kapta.
Dellőapátit 1320-ban említik először a források. A középkorban a település a kolozsmonostori bencés apátság tulajdona volt.
1603-ban Giorgio Basta katonái égetik fel a falut, de nemsokára magyar lakossággal települ újra. 1658-ban azonban a tatárok újra elpusztítják a települést és ezt követően román lakosság alapítja újra.
A trianoni békeszerződésig Szolnok-Doboka vármegye Kékesi járásához tartozott.

## Lakosság
1910-ben 297 lakosából 277 román, 13 német, 7 magyar volt.
2002-ben 347 lakosa volt, ebből 339 román és 8 magyar nemzetiségűnek vallotta magát.

## Nevezetesség
- Ortodox fatemplom[3]